# Rancho Calaveras, Kalifornien
Rancho Calaveras är en ort (CDP) i Calaveras County, i delstaten Kalifornien, USA. Enligt United States Census Bureau har orten en folkmängd på 5 325 invånare (2010) och en landarea på 21,7 km².